# Liste der Äbte von Salem

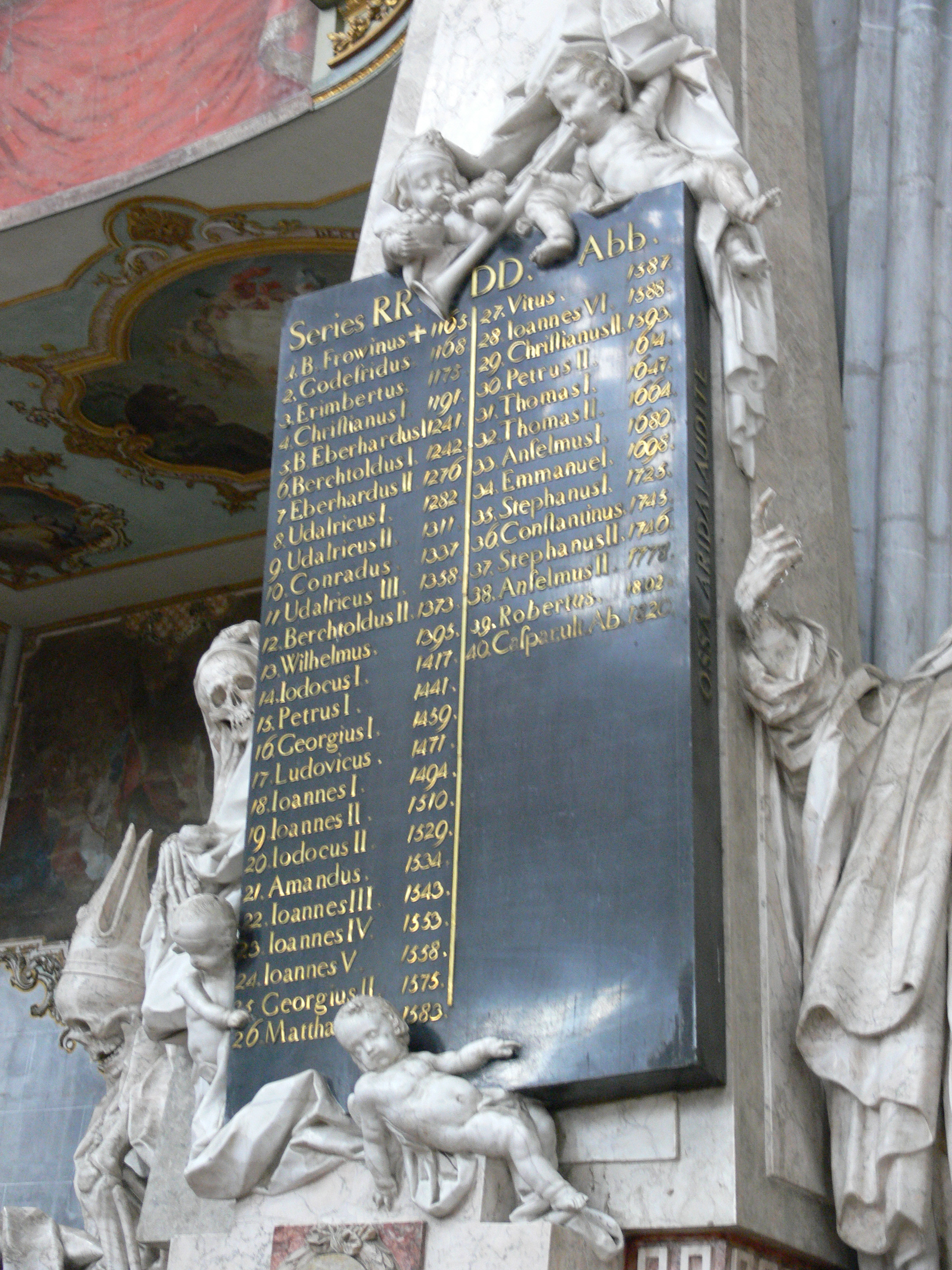
Abtsliste auf dem Äbtemonument im Salemer Münster

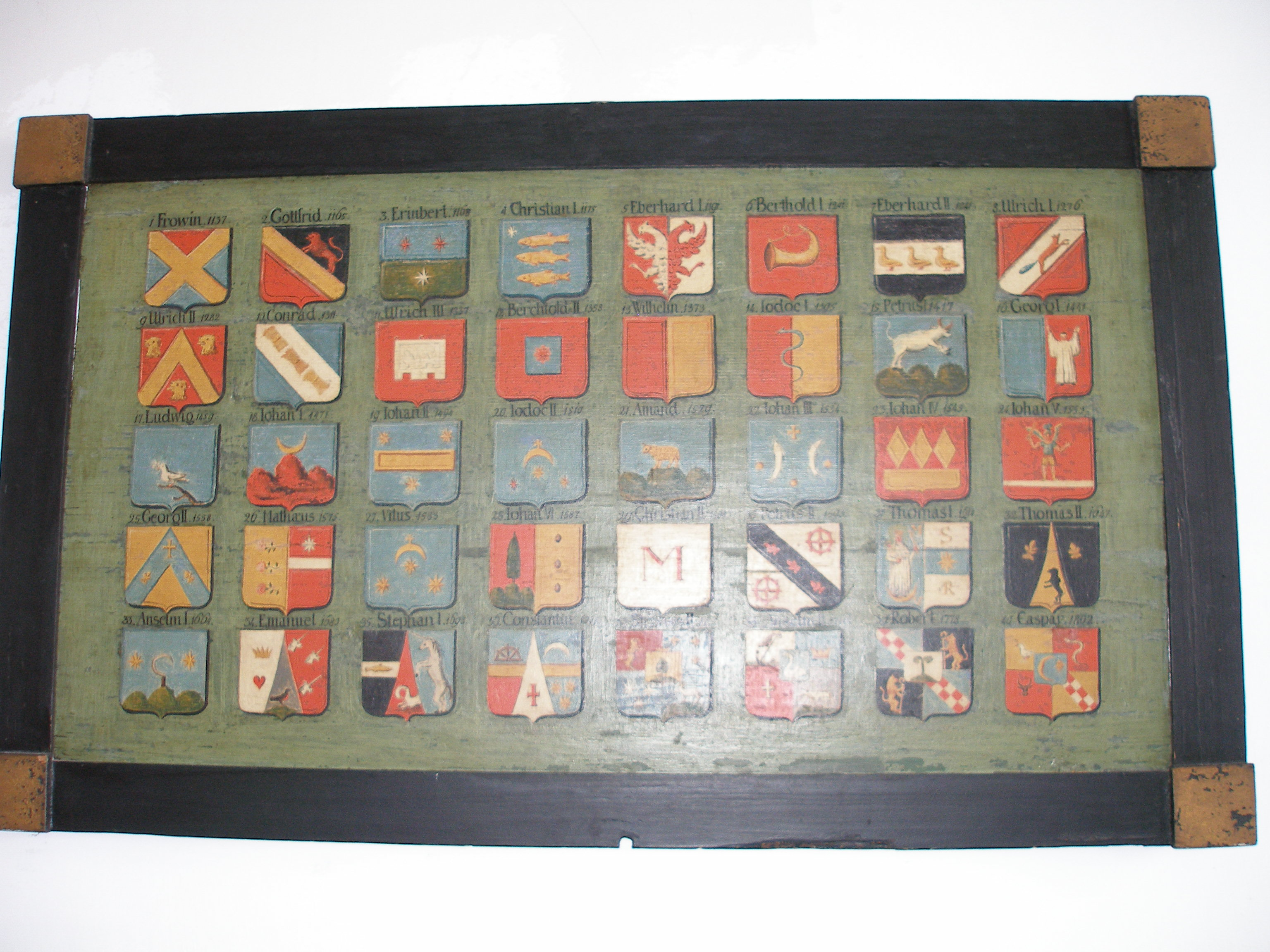
Wappentafel mit den Wappen aller Salemer Äbte

Von 1137 bis zur Auflösung des Klosters 1804 leiteten 40 Äbte die Reichsabtei Salem.

## Wahl und Aufgaben
Der Abt des Klosters Salem wurde, wie bei den Zisterziensern üblich, vom Konvent (Versammlung der wahlberechtigten Mönche des Klosters) auf Lebenszeit gewählt. An manchen Abtwahlen in Salem war wohl nicht der gesamte Konvent beteiligt, denn die Wahllisten verzeichnen nur den Prior und Subprior sowie einige Konventsmitglieder. (Der Grund dafür ist nicht angegeben.)
Die Wahl fand unter dem Vorsitz des Vaterabtes vom Salemer Mutterkloster Lützel (Oberelsass) oder eines von ihm bestimmten Wahlkommissars statt; in Salem waren dies meist die Äbte benachbarter Klöster wie Weingarten, Weißenau oder Ottobeuren. Jede Wahl musste vom Papst bestätigt werden, um Gültigkeit zu erlangen.
Die meisten Entscheidungen konnte der Abt eigenmächtig treffen; lediglich dem Verkauf von Gütern musste der Konvent zustimmen. Bei Abwesenheit wurde er durch den Prior vertreten, der auch nach dem Tod des Abtes bis zur Neuwahl die Geschäfte des Klosters führte. Die Salemer Äbte wurden mit wenigen Ausnahmen im Salemer Münster bestattet. Dort findet sich auch ein Gedenkmonument vom Ende des 18. Jahrhunderts, das die Äbte mit ihren Sterbedaten auflistet.

## Insignien
Die Äbte von Salem erhielten 1384 von Papst Urban VI. das Privileg, die bischöflichen Pontifikalien (Mitra, Brustkreuz, Papstring) im Wappen zu tragen. Der Salemer Abtstab, Insignium der Hirtensorge und -vollmacht der Salemer Äbte, glich einem Bischofsstab, um dessen Schaft der Buchstabe „S“ geschlungen war.

## Soziale Herkunft
Die Salemer Äbte stammten zum Teil aus dem Hochadel und dem wohlhabenden Bürgertum. Ein beachtlicher Anteil rekrutierte sich jedoch auch aus bäuerlichen Familien der umliegenden Dörfer. Etwa ein Drittel der Äbte seit der Wende zum 16. Jahrhundert beispielsweise stammte aus der Untertanenschaft des Klosters. Diese große soziale Mobilität war im Vergleich zur rigiden Gesellschaftsstruktur der Zeit recht ungewöhnlich: Ein Mann aus der einfachen Bevölkerung wie Abt Johannes II. Scharpfer (1494–1510) konnte so sogar zum Mitglied des Reichsregiments aufsteigen.
| Abt                                | Amtszeit              | Bedeutende Ereignisse der Klostergeschichte |
| Frowinus                           | 1138–1165             | Gründung des Klosters Salem; Erhebung zur Reichsabtei; Gründung Kloster Raitenhaslach (1147)                                                                                          |
| Godefridus                         | 1166–1168             | |
| Erimbertus                         | 1168–1175             | |
| Christianus                        | 1175–1191             | Befreiung von der Abgabe des Zehnten |
| Eberhard I. von Rohrdorf           | 1191–1240             | Besitzerweiterungen; Gründung Kloster Wettingen (1227); Zuordnung zum Erzbistum Salzburg; Aufnahme von Frauenklöstern                                                                 |
| Berthold I.                        | 1240–1241             | |
| Eberhard II. von Wollmatingen      | 1241–1276 (Rücktritt) | |
| Ulrich I. Gräter                   | 1276–1282             | |
| Ulrich II. von Seelfingen          | 1282–1311             | Beginn des Münsterbaus; Gründung Kloster Königsbronn (1302) |
| Konrad von Enslingen               | 1311–1337 (Rücktritt) | |
| Ulrich III. von Werdenberg-Sargans | 1337–1358             | Salem erhält die niedere Gerichtsbarkeit für seine Gebiete |
| Berthold II. Tutz                  | 1358–1373 (Rücktritt) | |
| Wilhelm Schrailk                   | 1373–1395             | Inkorporation von Altbirnau |
| Jodok I. Senner                    | 1395–1417 (Rücktritt) | |
| Petrus I. Ochsner                  | 1417–1441             | Vollendung des Münsterbaus |
| Georg I. Münch                     | 1441–1458 (Rücktritt) | |
| Ludwig Oschwalt                    | 1458–1471 (Rücktritt) | |
| Johannes I. Stantenat              | 1471–1494             | Salem erhält das Recht, seine Untertanen zu besteuern; Bau der Johanneskapelle Mimmenhausen und vieler Wirtschaftsgebäude; der Ulmer Bildhauer Michel Erhart arbeitet für das Kloster |
| Johannes II. Scharpfer (Schürpfer) | 1494–1510             | Bau der Liebfrauenkapelle, des Siechenhauses und der Bibliothek (Porträt) |
| Jodok II. Necker                   | 1510–1529             | Salem wird in den Bauernkriegen geplündert |
| Amandus Schäffer                   | 1529–1534             | |
| Johannes III. Fischer              | 1534–1543             | |
| Johannes IV. Precht                | 1543–1553             | |
| Johannes V. Michel                 | 1553–1558             | |
| Georg II. Kaisersberger            | 1558–1575             | |
| Matthäus Rot                       | 1575–1583             | Urkundensammlung; Grundlage für die Summa Salemitana |
| Vitus Nekher                       | 1583–1587             | |
| Johannes VI. Bücheler              | 1587–1588             | |
| Christian II. Fürst                | 1588–1593 (Rücktritt) | |
| Petrus II. Miller (auch Müller)    | 1593–1614             | |
| Thomas I. Wunn                     | 1615–1647             | Gründung der Oberdeutschen Zisterzienserkongregation; Neubauten zahlreicher Gebäude; Dreißigjähriger Krieg bringt schwere Belastungen für das Kloster                                 |
| Thomas II. Schwab                  | 1647–1664             | |
| Anselm I. Muotelsee                | 1664–1680             | |
| Emanuel Sulger                     | 1680–1698             | Brandkatastrophe vernichtet das Kloster; Neubau wird beschlossen |
| Stephan I. Jung                    | 1698–1725             | Neubau der Klosteranlage unter Franz Beer; Apiarium Salemitanum (1708) |
| Konstantin Miller                  | 1725–1745             | Umbauten und Erweiterungen; Salem wird zum Zentrum des Rokoko |
| Stephan II. Enroth                 | 1745–1746             | Beschluss zum Neubau der Wallfahrtskirche Birnau |
| Anselm II. Schwab                  | 1746–1778             | Neubau der Birnau; Bau des Münsterturms; Gründung einer Sparkasse |
| Robert Schlecht                    | 1778–1802             | Offizielle Beilegung der Konflikte mit Konstanz, Überlingen, Pfullendorf; Klassizistische Münsterausstattung; Gründung eines Armenhauses in Wespach                                   |
| Kaspar Oexle                       | 1802–1804 (Absetzung) | Säkularisation; Schließung des Klosters |